# Kanariezaad
Kanariezaad (Phalaris canariensis) is een eenjarige plant die behoort tot het geslacht kanariegras van de grassenfamilie. Kanariezaad komt van nature voor in het Middellandse Zeegebied. 
Kanariezaad wordt voornamelijk geteeld voor het zaad (botanisch gezien 'graanvrucht'), dat dient als vogelvoer. De grootste productie vindt plaats in Canada. In Nederland wordt het op kleine schaal in Groningen en Noord-Holland verbouwd. Het ras 'Cantate' wordt hiervoor in Nederland aanbevolen. Ook wordt het als siergewas geteeld.
De plant wordt 20-100 cm hoog en heeft gladde stengels. Het aan de top afgeronde tongetje is 6 mm lang. De vlakke, aan beide kanten ruwe bladeren zijn 9-25 cm lang en 6-19 mm breed. Er zijn ook rassen met gladde bladeren. Kanariezaad bloeit vanaf mei tot half juni of in augustus. De compacte bloeiwijze is een 7,5-40,5 cm lange pluim. De kelkkafjes zijn 6-10 mm lang. De kiel is in het bovenste gedeelte breed gevleugeld en opvallend groen. De zaden zijn glimmend bruin.

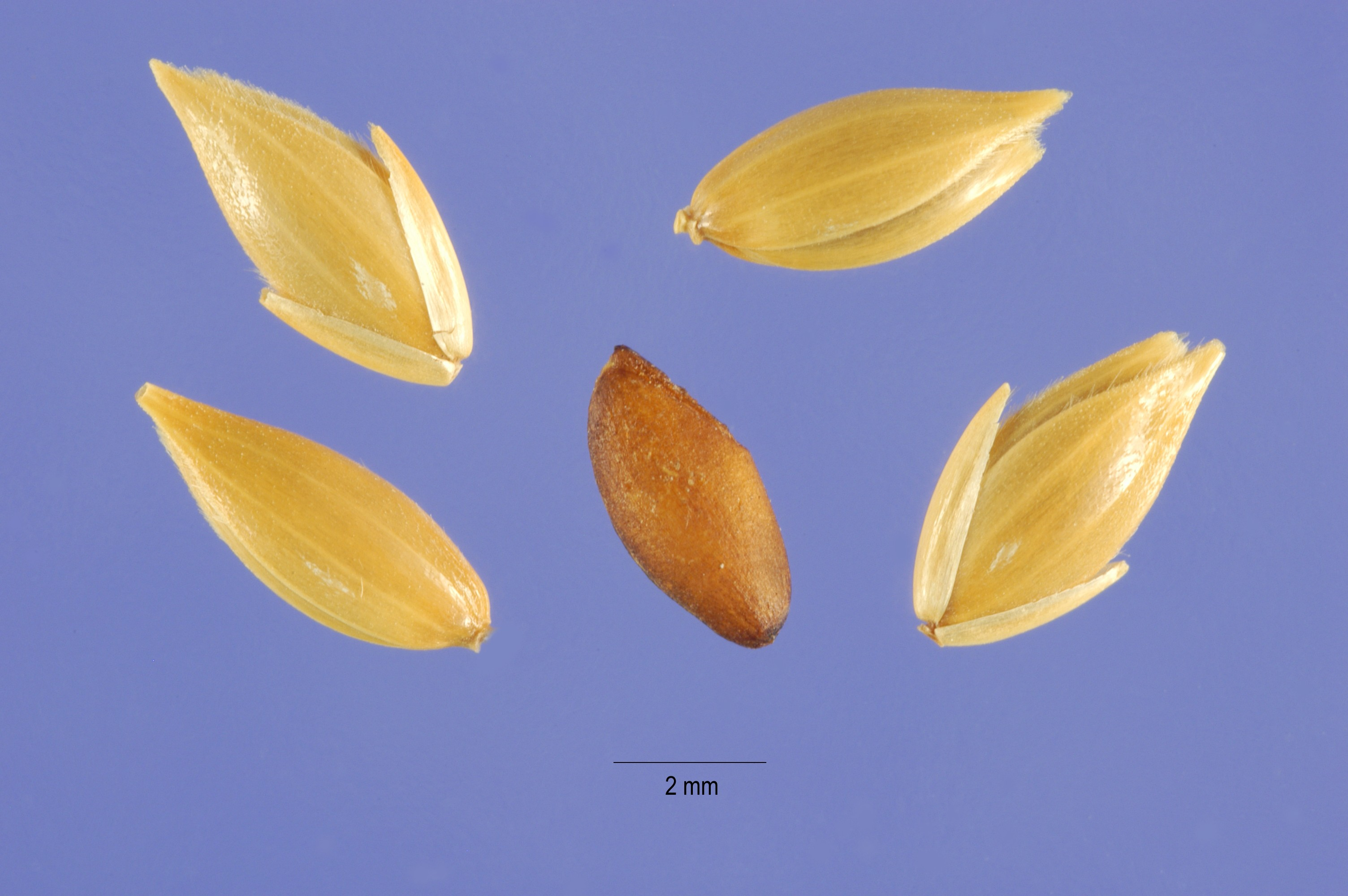
Zaad